# Mortlake
Mortlake egy külvárosi körzet a londoni Richmond upon Thames kerületben, a Temze déli partján, Kew és Barnes között. Történelmileg egykor Surrey része volt és 1965-ig Barnes városi kerületéhez tartozott. Évszázadokon keresztül községi státuszú település volt és területe messze délre kiterjedt. Ma magában foglalja East Sheen és a Richmond Park egy részét is.

## Nevének eredete

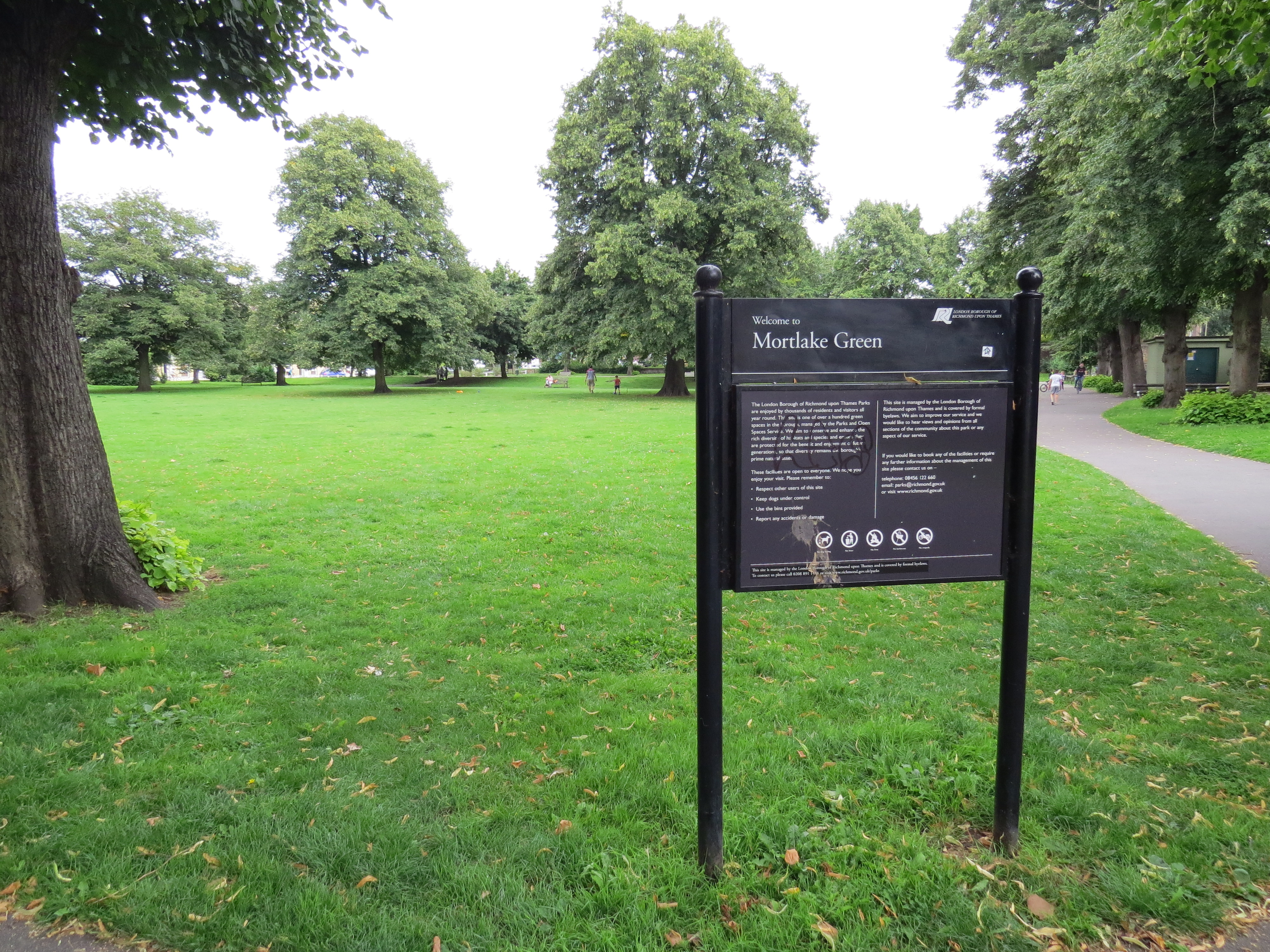
A Mortlake Green park egyik bejárata

A hely nevét régen a mortuus lacus, vagyis a holt tó nevéből eredeztették.
A Mortlake helynév először az 1086-os Domesday Book középkori összeírásban szerepel, ahol Mortelaga és Mortelage néven is említik. A név két lehetséges eredetre utal. 
Egyes vélemények szerint az első szótag (mort) jelentése lazac, míg a második szótag óangolul patak, vagyis a település nevének összetett jelentése: lazacpatak.
Egy másik értelmezés alapján, a nyelvjárási lemaradás következtében a név második szótagja hosszú, keskeny mocsaras rétet jelent, s eképpen a név jelentése: Morta rétje.

## Története

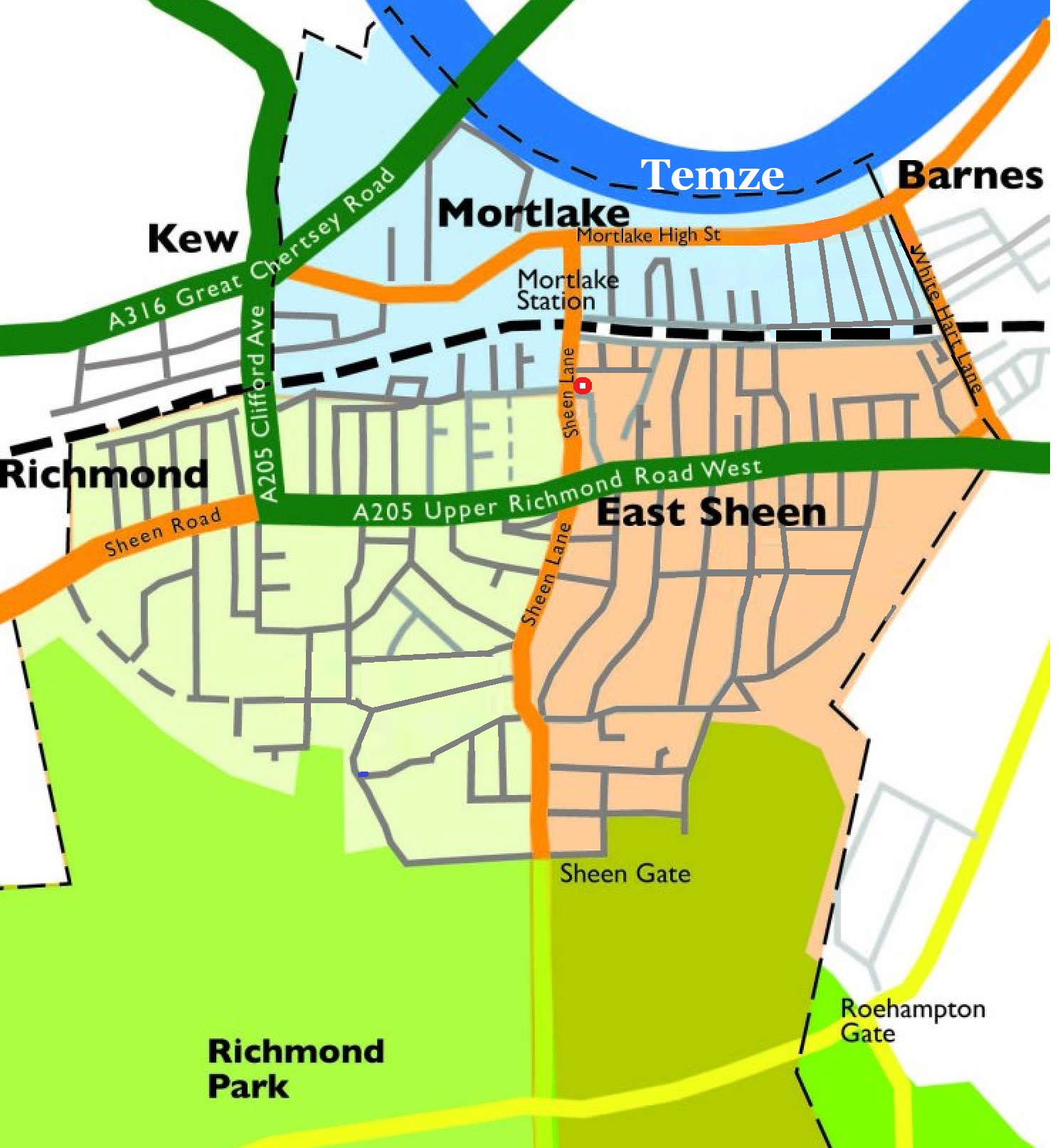
Mortlake és körzetének vázlatos térképe

Mortlake egy nagyon régi hely. A kőkorszaki eszközök jelenléte a Temzében egy őskori település létezésére utalnak. A 11. századi normann hódítás előtt II. Harold birtokolt itt földeket és halászott a folyóparton. A Domesday Book szerint Mortlage kastélyát és plébániáját Lanfranc canterburyi érsek birtokolta. A kastély egészen VIII. Henrik koráig a canterburyi érsek tulajdona volt, amikor is csere útján a koronához került. 
Az első feljegyzett templomot Mortlake faluban 1348-ban (vagy röviddel ezután) emelték III. Eduárd engedélye alapján. A templom az udvarház közelében, 
a jelenlegi sörfőzde helyén állt és közel kétszáz éven át szolgálta a falu lakosságának lelki szükségleteit. A kastély 1536-ig a canterburyi székhez tartozott, amikor is Cranmer érsek átruházta VIII. Henrik királyra más földekért cserébe. 
A 17. század elejétől az angol polgárháború utánig Mortlake a gobelingyártásáról volt nevezetes, amelyet I. Jakab uralkodása alatt alapítottak. A Mortlake Tapestry Works  (1617–1704) cég számára a mortlake-i folyóparti területet szándékosan választották ki, mivel vizes környezet volt és ez elengedhetetlen volt a szövéshez, másrész a Temze fontos eszköz volt a nyersanyagok és a kész termékek szállításához.
Mortlake 732 hektárral csökkent, amikor I. Károly 1637-ben létrehozta a Richmond Parkot. Az új szarvaspark miatt más plébániák is elveszítettek kisebb mennyiségű földeket.
Az oxfordi- és Cambridge-i Egyetem hagyományosan megrendezésre kerülő  evezős versenyeinek célpontja, 1845 óta Mortlake-ben van. A verseny az egyik legnépszerűbb sportesemény Nagy-Britanniában, amelyet 1829 óta – a háborús szünetektől eltekintve – évente rendeznek a két ősi angol egyetemi város amatőr diákversenyzői között.

## Történelmi személyek

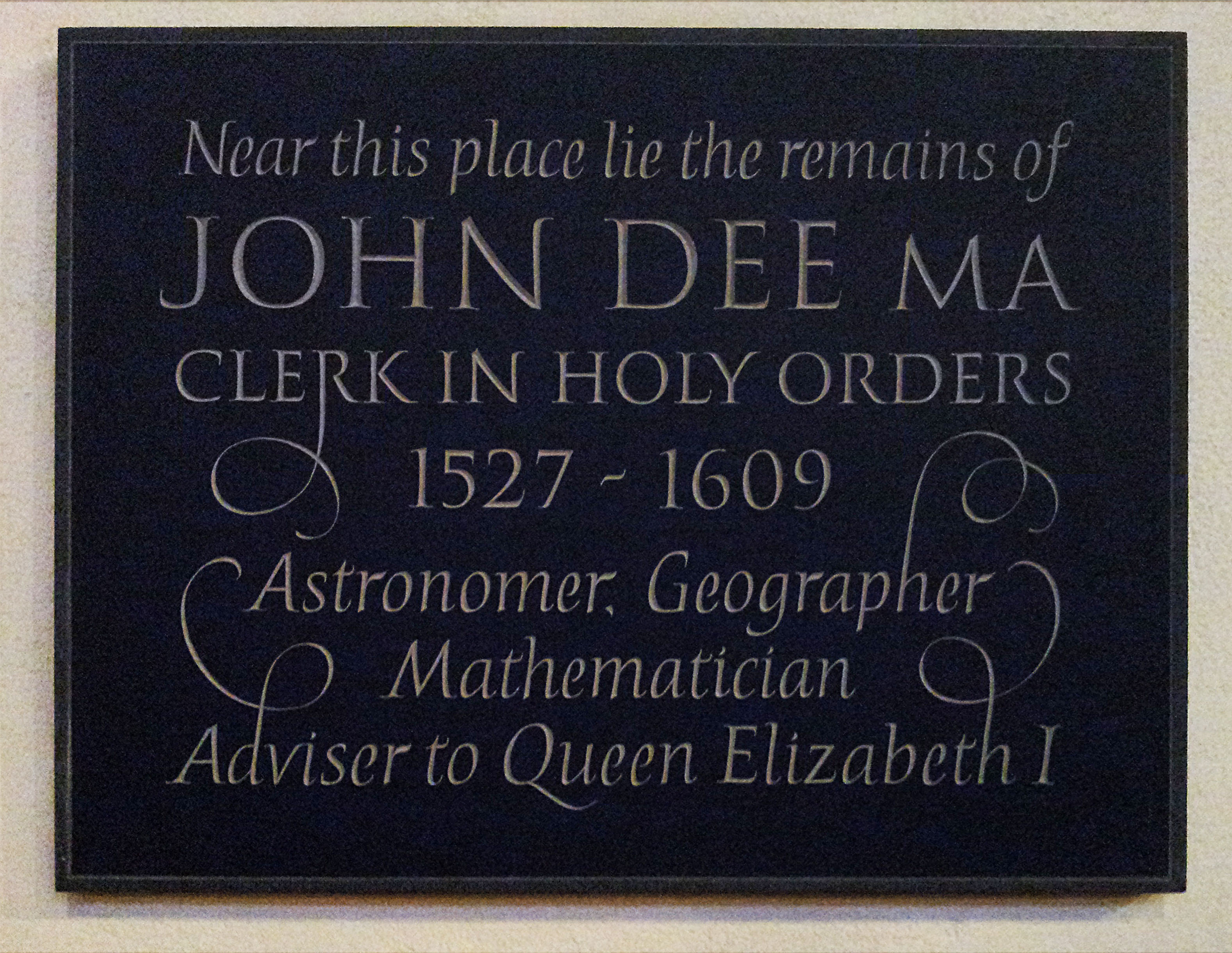
John Dee emléktáblája a St Mary the Virgin templomban

- Mortlake leghíresebb egykori lakója John Dee (1527–1608/09) angol matematikus, csillagász, asztrológus, alkimista, geográfus és I. Erzsébet tanácsadója.1565 és 1595 között élt Mortlake-ben, (leszámítva az 1583 és 1589 közötti hat évet).[8][3]
- 1655–1660 körül Mortlake-ben élt Sir Christopher Packe (1593–1682), London egykori főpolgármestere.
- Mortlake-ben, a St Mary Magdalen római katolikus templom temetőjében található a viktoriánus angol felfedező fordító, író és orientalista Sir Richard Burton sírja.[9]
- A régi mortlake-i temetőben (Old Mortlake Burial Ground) nyugszik Charles Dickens legidősebb fia Charles Dickens junior.[10]
- Ada Lovelace (1815–1852), angol matematikus és író, 15 éves korában Mortlake-ben élt.

## Nevezetességek

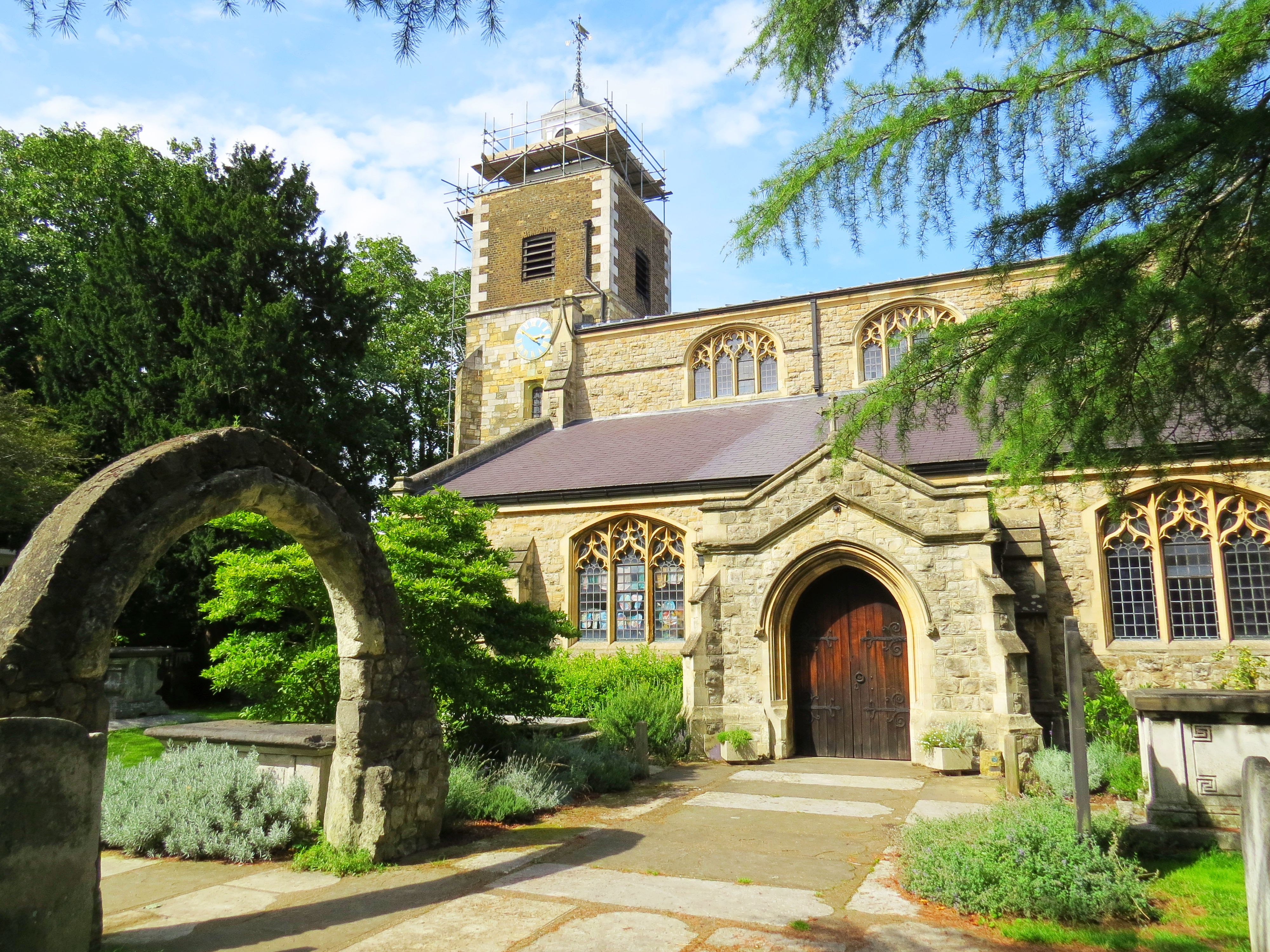
St Mary the Virgin's church, Mortlake

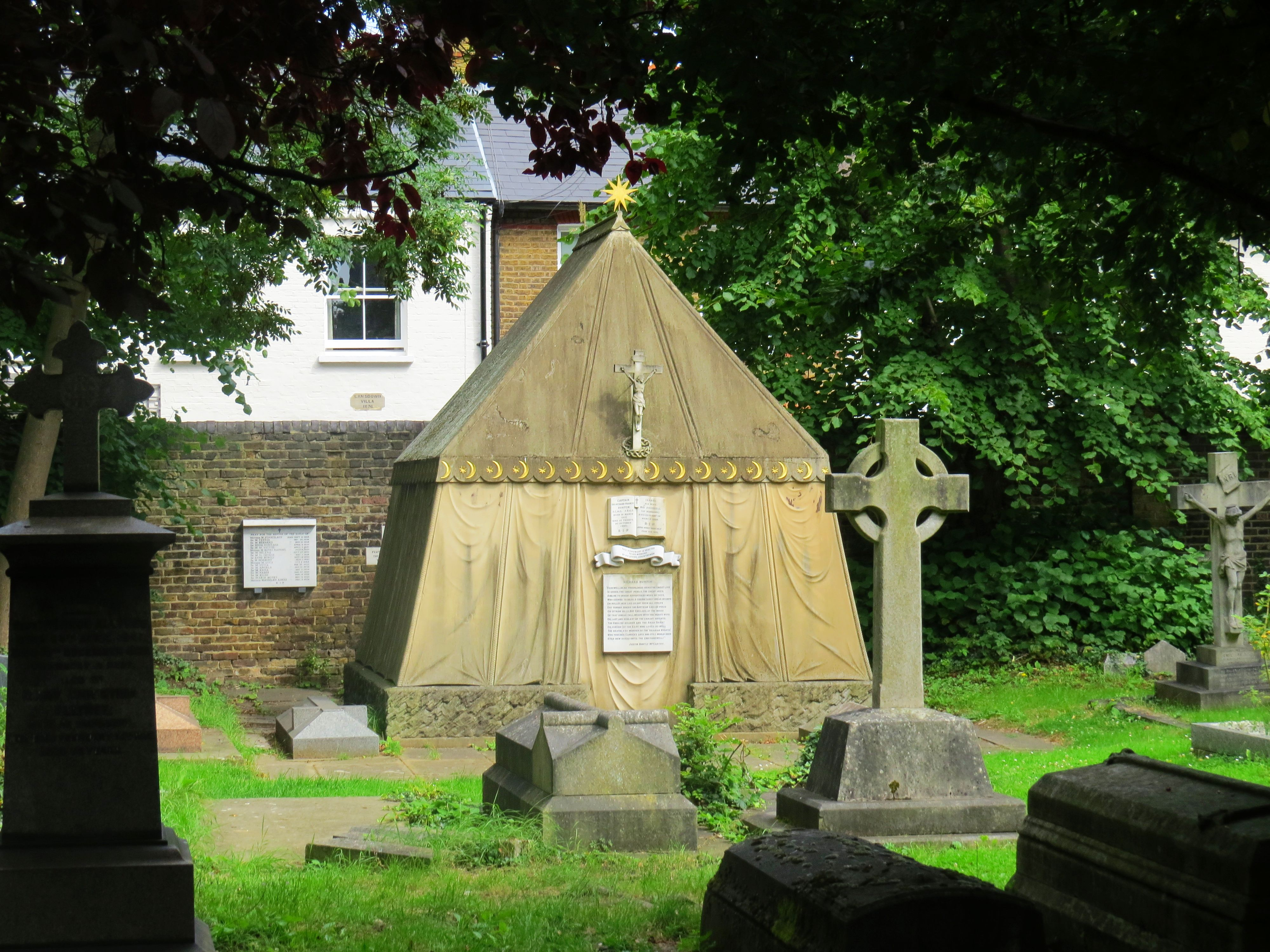
Sir Richard F. Burton és felesége mauzóleuma

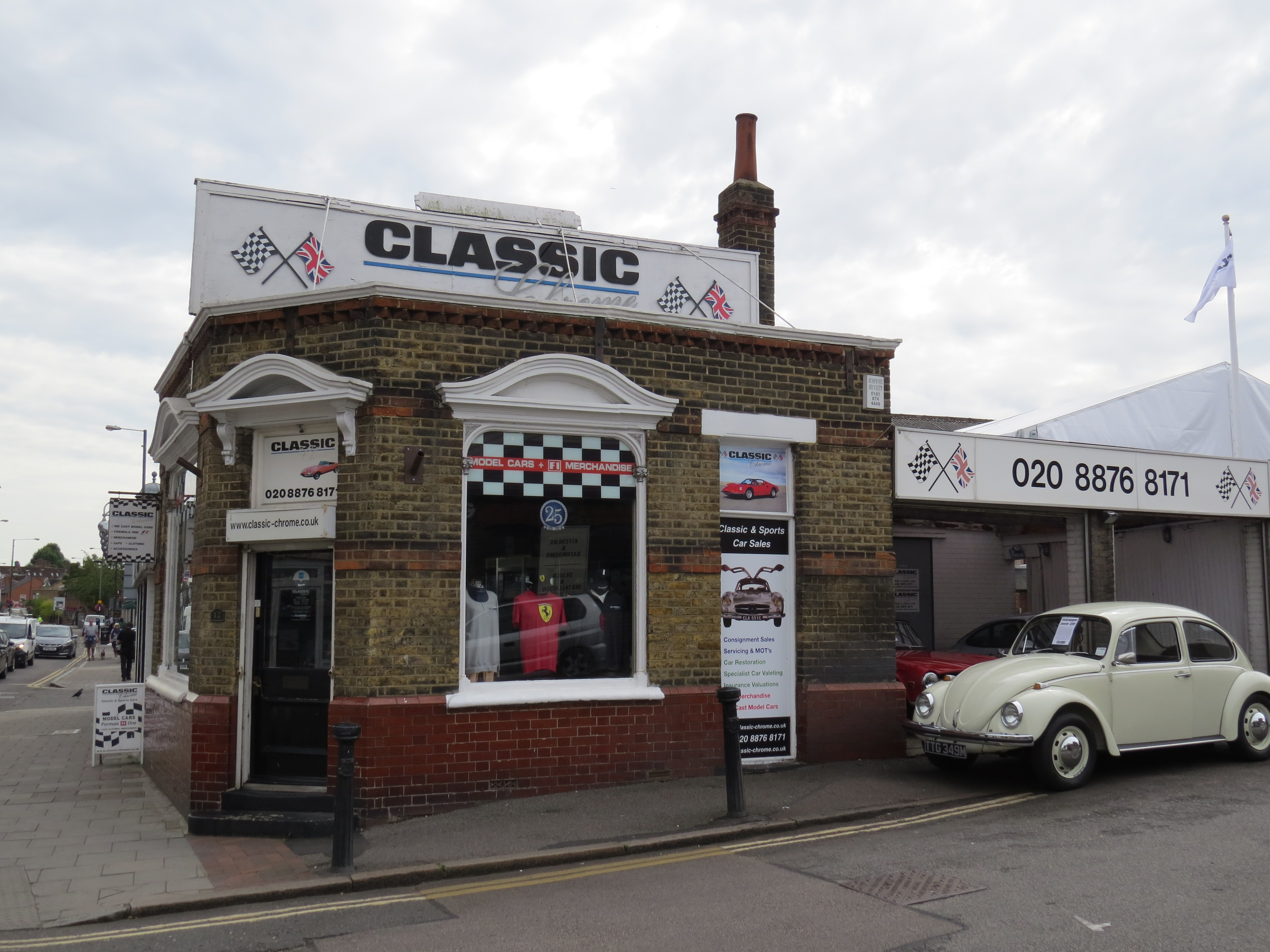
Viktória királynő egykori váróterme

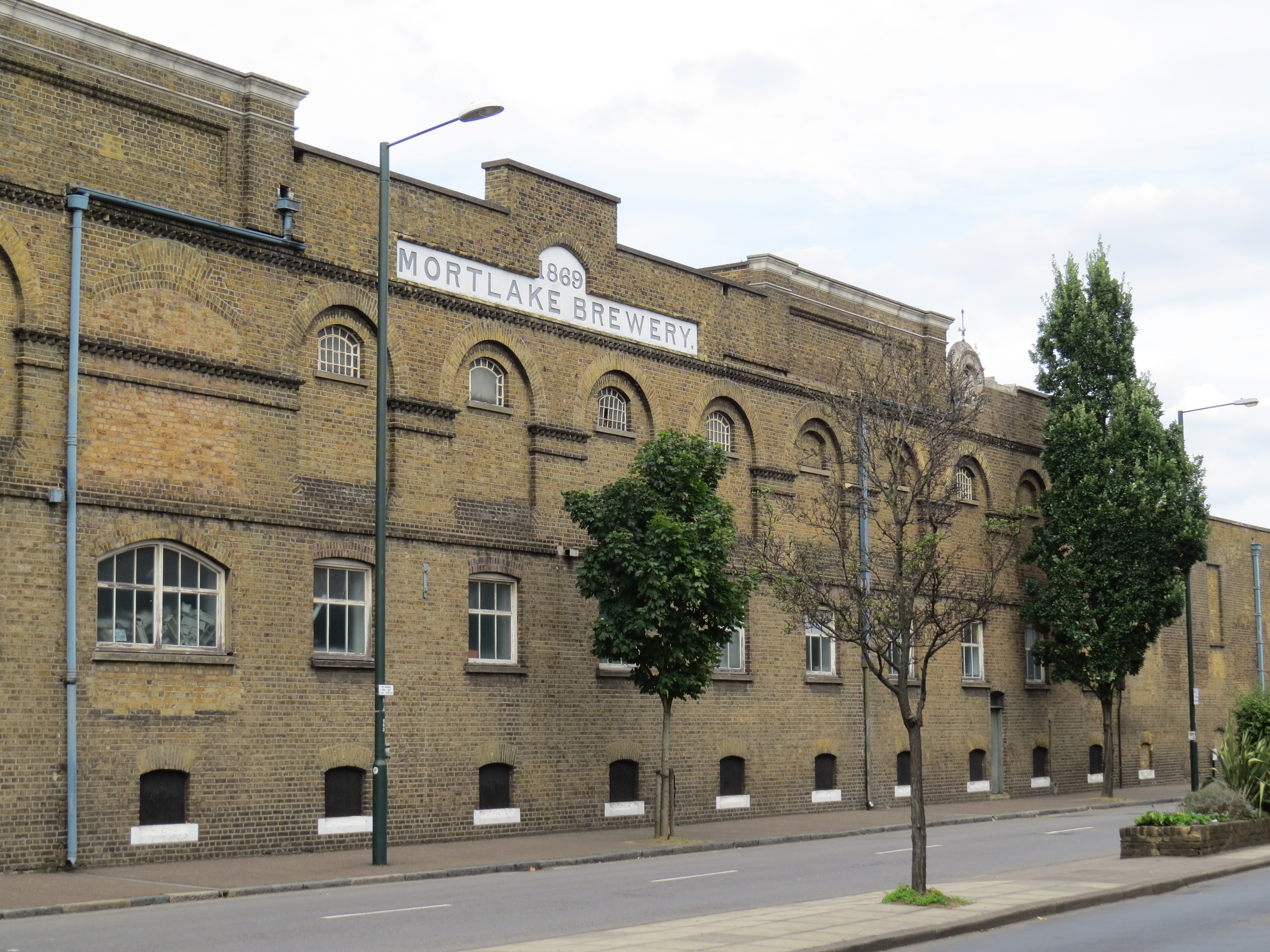
Az egykori Mortlake Brewery sörgyár egyik épülete

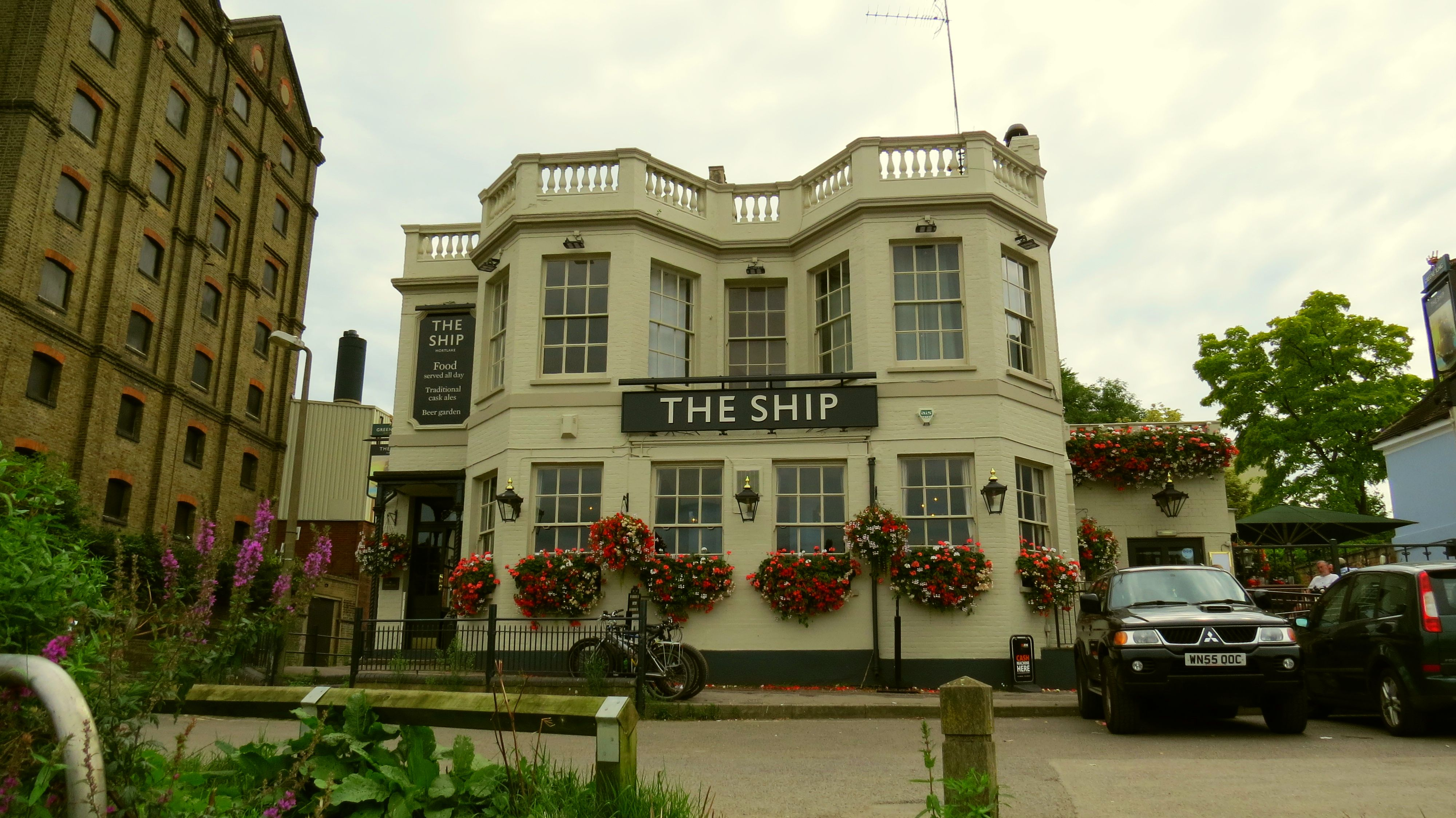
Mortlake-i pub a Temze parton

#### St Mary the Virgine, Mortlake
Mortlake plébániatemplomát Szűz Mária tiszteletére szentelték fel és az anglikán egyház illetve az Anglikán Közösség része. A jelenlegi temetőt és templomot VIII. Henrik angol király adta át a plébániának 1543-ban, ennek emlékét a torony nyugati homlokzatán elhelyezett kő őrzi: „VIVAT RH8 1543” Az épület hosszú története során számos átalakításon és bővítésen esett át és az eredeti Tudor-templomból csak a torony maradt fenn.

#### St Mary Magdalen Roman Catholic Church, Mortlake
A Mária Magdolna tiszteletére felszentelt római katolikus templom, Mortlake gótikus stílusú templomépülete, amely 1852-ből származik. Templomkertjében számos angol nevezetes személy nyugszik, mint például Sir Richard Burton.

#### Sir Richard Burton és felesége mauzóleuma
Carrarai márványból és homokkőből készült (beduin) sátor alakú mauzóleum, védett műemlék a St Mary Magdalen Roman Catholic Church, Mortlake templomkertjében. A mauzóleumban nyugszik Sir Richard Francis Burton (1821–1890) viktoriánus felfedező, valamint felesége Isabel, Lady Burton (1831–1896). A koporsók a sátor hátsó részén található üvegablakon keresztül megtekinthetőek. (Az ablakhoz egy rövid rögzített létrán keresztül lehet feljutni).

#### Viktória királynő váróterme
A Mortlake vasútállomás melletti épületben – amelyet ma egy klasszikus autószalon foglal el – Viktória királynő régi váróterme található, amelyet az ő és 
Albert herceg számára építettek, mivel gyakori látogatásaik voltak a Richmond Parkban található White Lodge-hoz, ahol családjuk és később fiuk is, a walesi herceg (későbbi nevén VII. Eduárd) élt.

#### Mortlake Brewery
1487-ben alapították meg a Mortlake Sörgyárat, de a kereskedelmi sörfőzés Mortlake-ben csak a tizennyolcadik században indult meg. Az 1840-es években Charles James Philips és James Wigan megvásárolta a 15. század óta létezett gyárat. 1889-ben a sörfőzdét a James Watney & Co. vette meg, amelyet 1898-ban ismét eladtak és Watney Combe & Reid néven 
vált ismertté. A sörfőzde a Scottish Courage része lett, aztán rövid ideig a Heineken része, majd az Anheuser-Busch Europe Ltd.-nek adták át, amely  Budweisert gyártott. 2009 januárjában az Anheuser-Busch InBev közölte, hogy a cég a Stag Brewery 2010-es bezárását javasolja. 2015-ben a Budweiser helyben történő főzése megszűnik, s ezzel a Budweiser Stag Brewery bezárta a mortlake-i sörüzemét.A tervek szerint az egykori sörgyár 22 hektáros területén, 50 lakást építenek majd  fel.

#### Oxford–Cambridge evezősversenyek
Az 1700-as évek elejére teszik, amikor a londoni pubok között rendeztek először rendeztek evezősversenyeket a Temzén. Ahogy ezek a versenyek egyre népszerűbbek lettek, úgy nőtt a tömeg, akik hatalmas számban érkeztek a folyópartra, hogy megnézzék és fogadjanak egy győztesre. Az 1800-as évek elején kezdték komolyan venni az evezést, mint az urak sportját. Az oxfordi- és Cambridge-i Egyetemi hallgatók 1815 körül kezdtek versenyezni egymással és a ma már legendásnak számító versenyek közül az elsőre 1829-ben került sor. A Putney-ból induló verseny célpontja 1845 óta Mortlake-ban van, az egykori sörgyár után, a Chiswick-híd előtti The Ship nevű pubnál. A verseny szakasza 4 mérföld és 374 yard (6779 m) hosszú.

## Fordítás
- Ez a szócikk részben vagy egészben  a   Mortlake című angol Wikipédia-szócikk fordításán alapul.  Az eredeti cikk szerkesztőit annak laptörténete sorolja fel. Ez a jelzés csupán a megfogalmazás eredetét és a szerzői jogokat jelzi, nem szolgál a cikkben szereplő információk forrásmegjelöléseként.